# Måneskin
Måneskin  is een Italiaanse rockband uit Rome. De band werd opgericht in 2016. Måneskin verkreeg in 2017 bekendheid door als tweede te eindigen in het elfde seizoen van X Factor. In dat jaar werd ook hun ep Chosen uitgebracht. In 2018 verscheen het debuutalbum Il ballo della vita. In 2021 won de band het 65ste Eurovisiesongfestival. Na deze winst braken ze internationaal door en toerden de wereld rond. 

## Biografie
Måneskin werd in 2016 opgericht in Rome door bassist Victoria De Angelis en gitarist Thomas Raggi. Zij kenden elkaar al van de middelbare school. Zanger Damiano David is er later bijgekomen, samen met drummer Ethan Torchio. Hem leerden ze kennen via een Facebook-advertentie. De naam van de band, het Deense woord voor "maneschijn", werd voorgesteld door bassist Victoria. Zij kwam hierop omdat haar moeder Deens is.
In 2017 raakte de groep bekend in eigen land door als tweede te eindigen in het elfde seizoen van de Italiaanse versie van X Factor.
In 2021 verscheen het album Teatro d'ira - Vol. I. Met het nummer Zitti e buoni werd de band in maart van dat jaar winnaar van het Festival van San Remo, Italiës meest prestigieuze muziekconcours dat tevens dienst deed als preselectie voor het Eurovisiesongfestival. In mei jaar vertegenwoordigden zij Italië op het Eurovisiesongfestival 2021 in Rotterdam, waar zij hetzelfde nummer ten gehore brachten. De band eindigde bij de puntentelling van de vakjury's als vierde, maar won dankzij het televotende publiek. Het was de derde keer, en voor het eerst sinds het Eurovisiesongfestival 1990, dat Italië het Eurovisiesongfestival won. 
Tijdens de persconferentie na de overwinning werd de band gevraagd naar de beelden tijdens de finale van zanger Damiano die cocaïne leek te snuiven. Hij verklaarde dat hij niet aan drugs doet en dat hij naar een gebroken glas op de vloer keek. Een vrijwillig afgelegde drugtest was negatief. Ook zoenden Damiano en Thomas demonstratief met elkaar op het Eurovisie-podium. 
In 2021 zette het succes van de groep verder. De cover Beggin' uit hun X factor-periode werd een wereldwijde hit, tot zelfs in de Amerikaanse Billboard Hot 100. Het nummer stond wekenlang in de top 10 van de mondiale Spotify-hitlijst. Ook de singles I Wanna Be Your Slave en Mammamia geraakten in de hitlijsten. Van juni tot augustus waren ze op een Europese promotietour. In België traden ze tijdens het Ronquières Festival op voor 5.000 bezoekers.
Bij de MTV European Music Awards 2021 werden ze uitgeroepen tot beste rockband.
In 2023 reisde de groep naar Japan en Amerika. Ze maakten nieuwe albums zoals: Rush (are you coming?). In 2024 werkte Damiano David aan een solo-album en tourde Victoria De Angelis in Europa als dj.

## Discografie

### Albums
| Titel                 | Uitgebracht      | Label | Hitlijsten | Hitlijsten | Hitlijsten | Hitlijsten | Hitlijsten | Hitlijsten | Hitlijsten | Hitlijsten | Hitlijsten |
| Titel                 | Uitgebracht      | Label | BE (VL)    | CH         | DE         | NL         | IT         | LT         | NO         | SE         | VK         |
| --------------------- | ---------------- | ----- | ---------- | ---------- | ---------- | ---------- | ---------- | ---------- | ---------- | ---------- | ---------- |
| Chosen (ep)           | 15 december 2017 | RCA   | 9          | 49         | –          | –          | 3          | 2          | 11         | 7          | –          |
| Il ballo della vita   | 26 oktober 2018  | RCA   | 7          | 15         | 37         | 11         | 1          | 2          | 20         | 27         | –          |
| Teatro d'ira - Vol. I | 19 maart 2021    | RCA   | 3          | 5          | 11         | 2          | 1          | 1          | 2          | 4          | 49         |
| Rush!                 | 20 januari 2023  |       | 1          | 1          | 3          | 1          | 1          | 1          | 6          | 8          | 5          |

### Singles
| Album                 | Titel                 | Uitgebracht | Hitlijsten | Hitlijsten | Hitlijsten | Hitlijsten | Hitlijsten | Hitlijsten | Hitlijsten | Hitlijsten | Hitlijsten | Hitlijsten |
| Album                 | Titel                 | Uitgebracht | BE (VL)    | CH         | DE         | IE         | IT         | LT         | NL         | NO         | SE         | VK         |
| --------------------- | --------------------- | ----------- | ---------- | ---------- | ---------- | ---------- | ---------- | ---------- | ---------- | ---------- | ---------- | ---------- |
| Chosen                | Chosen                | 2017        | —          | —          | —          | —          | 2          | 25         | —          | —          | —          | —          |
| Chosen                | Beggin'               | 2017        | 4          | 1          | 1          | 3          | 16         | 1          | 1          | 2          | 5          | 7          |
| Il ballo della vita   | Morirò da re          | 2018        | —          | —          | —          | —          | 2          | 16         | —          | —          | —          | —          |
| Il ballo della vita   | Torna a casa          | 2018        | —          | —          | —          | —          | 1          | 10         | —          | —          | —          | —          |
| Il ballo della vita   | Fear for nobody       | 2019        | —          | —          | —          | —          | 26         | 40         | —          | —          | —          | —          |
| Il ballo della vita   | L'altra dimensione    | 2019        | —          | —          | —          | —          | 6          | 29         | —          | —          | —          | —          |
| Il ballo della vita   | Le parole lontane     | 2019        | —          | —          | —          | —          | 5          | 43         | —          | —          | —          | —          |
| Teatro d'ira - Vol. I | Vent'anni             | 2020        | —          | —          | —          | —          | 12         | 13         | —          | —          | —          | —          |
| Teatro d'ira - Vol. I | Zitti e buoni         | 2021        | 2          | 2          | 9          | 12         | 2          | 1          | 1          | 2          | 1          | 17         |
| Teatro d'ira - Vol. I | I Wanna Be Your Slave | 2021        | 7          | 8          | 3          | 4          | 7          | 2          | 3          | 2          | 6          | 5          |
| Teatro d'ira - Vol. I | Coraline              | 2021        | —          | 91         | —          | 96         | 13         | 3          | 63         | —          | —          | —          |
| Rush!                 | Mammamia              | 2021        | 41         | 33         | 60         | 38         | 6          | 2          | 48         | 28         | 30         | 53         |
| Rush!                 | Supermodel            | 2022        | 4          | 18         | 49         | 42         | 11         | 7          | 29         | —          | 23         | 43         |
| Rush!                 | The Loneliest         | 2022        | 12         | 13         | 82         | 88         | 1          | 2          | 33         | 37         | 48         | —          |
| Rush!                 | Baby Said             | 2023        | 45         |            |            |            | 99         | 18         |            |            |            |            |

### NPO Radio 2 Top 2000
| Nummers met noteringen in de NPO Radio 2 Top 2000 | '21  | '22  | '23 | '24 |
| ------------------------------------------------- | ---- | ---- | --- | --- |
| The Loneliest                                     | ×    | 1716 | 432 | 627 |
| Zitti e buoni                                     | 1021 | 469  | 779 | 964 |

1. ↑  Een '×' betekent dat het nummer nog niet was uitgebracht en een vetgedrukt getal geeft de hoogste notering van een nummer aan.
2. ↑  2021 was het eerste jaar met een notering voor Måneskin.

- Bibliothèque nationale de France: cb179570383 (data)
- Gemeinsame Normdatei: 1175134465
- International Standard Name Identifier: 0000 0004 7083 6655
- MusicBrainz: 3862342a-43c4-4cdb-8250-bfdbfb5e1419
- Istituto Centrale per il Catalogo Unico: MILV371116
- Système universitaire de documentation: 258110082
- Virtual International Authority File: 51154739867752992289
- WorldCat: E39QH7JmthFpqtvXDdH3TKbRCF

1956: Franca Raimondi + Tonina Torrielli · 
1957: Nunzio Gallo · 
1958: Domenico Modugno · 
1959: Domenico Modugno · 
1960: Renato Rascel · 
1961: Betty Curtis · 
1962: Claudio Villa · 
1963: Emilio Pericoli · 
1964: Gigliola Cinquetti · 
1965: Bobby Solo · 
1966: Domenico Modugno · 
1967: Claudio Villa · 
1968: Sergio Endrigo · 
1969: Iva Zanicchi · 
1970: Gianni Morandi · 
1971: Massimo Ranieri · 
1972: Nicola di Bari · 
1973: Massimo Ranieri · 
1974: Gigliola Cinquetti · 
1975: Wess & Dori Ghezzi · 
1976: Al Bano & Romina Power · 
1977: Mia Martini · 
1978: Ricchi e Poveri · 
1979: Matia Bazar · 
1980: Alan Sorrenti · 
1983: Riccardo Fogli · 
1984: Alice & Battiato · 
1985: Al Bano & Romina Power · 
1987: Umberto Tozzi & Raf · 
1988: Luca Barbarossa · 
1989: Anna Oxa & Fausto Leali · 
1990: Toto Cutugno · 
1991: Peppino di Capri · 
1992: Mia Martini · 
1993: Enrico Ruggeri · 
1997: Jalisse · 
2011: Raphael Gualazzi · 
2012: Nina Zilli · 
2013: Marco Mengoni · 
2014: Emma Marrone · 
2015: Il Volo · 
2016: Francesca Michielin · 
2017: Francesco Gabbani · 
2018: Ermal Meta & Fabrizio Moro · 
2019: Mahmood · 
2021: Måneskin · 
2022: Mahmood & Blanco · 
2023: Marco Mengoni · 
2024: Angelina Mango · 
2025: Lucio Corsi
1956: Lys Assia · 
1957: Corry Brokken · 
1958: André Claveau · 
1959: Teddy Scholten · 
1960: Jacqueline Boyer · 
1961: Jean-Claude Pascal · 
1962: Isabelle Aubret · 
1963: Grethe & Jørgen Ingmann · 
1964: Gigliola Cinquetti · 
1965: France Gall · 
1966: Udo Jürgens · 
1967: Sandie Shaw · 
1968: Massiel · 
1969: Frida Boccara, Lenny Kuhr, Salomé, Lulu · 
1970: Dana · 
1971: Séverine · 
1972: Vicky Leandros · 
1973: Anne-Marie David · 
1974: ABBA · 
1975: Teach-In · 
1976: Brotherhood of Man · 
1977: Marie Myriam · 
1978: Izhar Cohen & The Alphabeta · 
1979: Gali Atari & Milk & Honey · 
1980: Johnny Logan · 
1981: Bucks Fizz · 
1982: Nicole · 
1983: Corinne Hermès · 
1984: Herreys · 
1985: Bobbysocks · 
1986: Sandra Kim · 
1987: Johnny Logan · 
1988: Céline Dion · 
1989: Riva · 
1990: Toto Cutugno · 
1991: Carola Häggkvist · 
1992: Linda Martin · 
1993: Niamh Kavanagh · 
1994: Paul Harrington & Charlie McGettigan · 
1995: Secret Garden · 
1996: Eimear Quinn · 
1997: Katrina & the Waves · 
1998: Dana International · 
1999: Charlotte Nilsson · 
2000: Olsen Brothers · 
2001: Tanel Padar, Dave Benton & 2XL · 
2002: Marie N · 
2003: Sertab Erener · 
2004: Ruslana · 
2005: Elena Paparizou · 
2006: Lordi · 
2007: Marija Šerifović · 
2008: Dima Bilan · 
2009: Alexander Rybak · 
2010: Lena Meyer-Landrut · 
2011: Ell & Nikki · 
2012: Loreen · 
2013: Emmelie de Forest · 
2014: Conchita Wurst · 
2015: Måns Zelmerlöw · 
2016: Jamala · 
2017: Salvador Sobral · 
2018: Netta Barzilai ·
2019: Duncan Laurence ·
2021: Måneskin ·
2022: Kalush Orchestra ·
2023: Loreen ·
2024: Nemo